# Storm van 1 augustus 1674

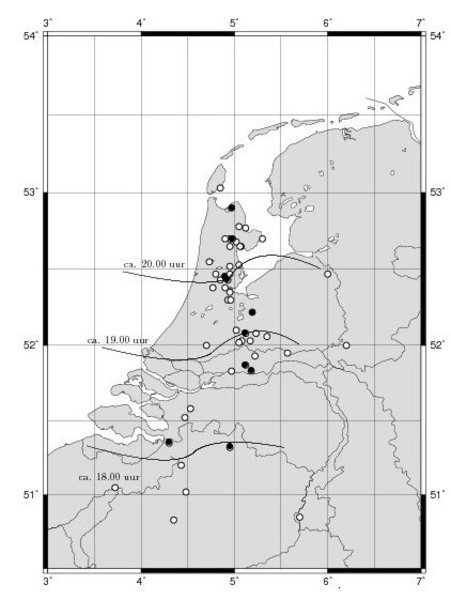
Kaart met plaatsen in Nederland en België waar schade is gemeld door de storm. De zwart gekleurde plaatsen hebben de meest extreme schade. Een voorzichtige reconstructie van de positie van het front is ingetekend. (bron: KNMI)

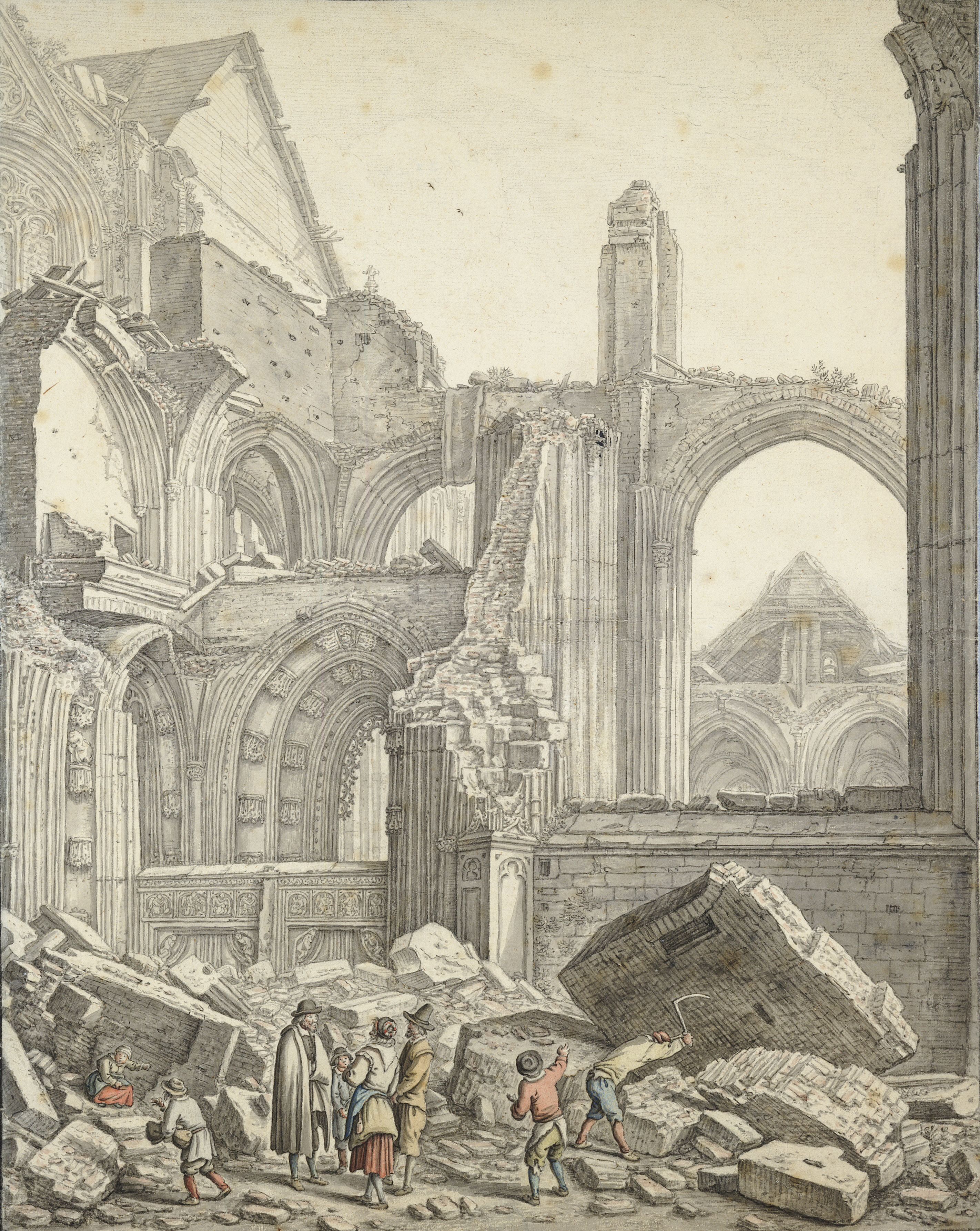
Het ingestorte middenschip van de Utrechtse Domkerk door Herman Saftleven getekend.

De zomerstorm van 1 augustus 1674 was een uitzonderlijke weersituatie die na een warme en benauwde zomerdag in Noordwest-Europa grote schade aanrichtte door onder meer zware onweersbuien, hagel en windstoten. De storm trok vanuit Noord-Frankrijk met een snelheid van zo'n tachtig kilometer per uur ruwweg noordwaarts over België en Nederland tot aan Noord-Duitsland. Het resulteerde in tal van ingestorte gebouwen, vele slachtoffers en een ontwricht maatschappelijk leven. In de stad Utrecht ontstond de grootste schade. Daar richtten valwinden (gustnado’s) een enorme ravage aan. Ook zou zich een boogecho hebben voorgedaan.

## Frankrijk
De eerste waarnemingen van de storm waren ’s middags in de omgeving van Fontainebleau, in de buurt van Parijs. 

## België
Rond 6 uur in de namiddag bereikte de storm Turnhout en Zandvliet en verwoestte vele huizen. In laatstgenoemde plaats stortte tevens een kerkgebouw in. Diverse andere plaatsen hadden ook te kampen met de storm. In Antwerpen werd de brug over de Schelde vernield, in Brussel vielen hagelstenen 'zo groot als knikkers’.

## Nederland
Tegen 7 uur 's avonds kwam het stormfront bij de stad Utrecht aan. Het bekendste bouwwerk dat in de stad door de valwinden werd beschadigd was de Domkerk. Het middenschip van deze kerk stortte in. Van vier andere kerkgebouwen stortten torens in: van de Sint-Jacobskerk (nu Jacobikerk), Sint-Nicolaaskerk (nu Nicolaikerk), Buurkerk, Pieterskerk en Agnietenkerk. Overige beschadigde bouwwerken waren onder meer huizen en meerdere molens. Bomen raakten beschadigd of waaiden om, en vele mensen lieten het leven door instortingen.
Op basis van de grootte van de hagelstenen die gevallen zijn in die storm lijkt de storm uit 1674 eentje die eens in de 1.000 tot 10.000 jaar voor komt.
Door sommigen werd de ramp gezien als straf van God voor de katholieke inrichting van de kerk tijdens de Franse bezetting. Kort na de ramp kreeg Herman Saftleven opdracht van het Utrechtse stadsbestuur een serie gedetailleerde tekeningen te maken van de verwoestende valwinden met de gevolgen.
In de Oprechte Haerlemse Saterdaegse Courant verscheen het volgende bericht:
| Uytrecht den 2 Augusti. Gisteren avont ten half achten ontstont hier een schrickelick onweer, dat tot half negen toe duurde; doch het slimste was gedaen in een quartier-uurs: den hemel stont gedurigh in licht en vlam, en 't was schrickelick den donder en vreesselycke winden te hooren, dat verselt wierdt met het nederstorten van schoorsteenen, daecken, gevels ende toornen, dat ieder een ongemeene verbaestheyt aenbracht, en dat heeft veele van een aertbevingh doen spreecken: de kerck van den Dom tot het choor toe lagh met pylaren en al ten half achten al onder de voet als een puynhoop, sonder dat de Domtoorn eenigsints beschadigt is [...] |

In de directe omgeving van de stad Utrecht werden ook diverse plaatsen getroffen; in Vleuten, Jutphaas, Bunnik, Houten en IJsselstein stortten kerktorens in. In andere gebieden in huidig Nederland waren er door de storm ingestorte kerken in onder andere Asperen, Hellouw, Hippolytushoef en Den Ilp. Op grote schaal werden huizen verwoest in Hilversum en Landsmeer. In onder meer Amsterdam werden schepen losgeslagen of vergingen. Ook in Noord-Holland tot aan Texel was er veel schade.

## Nageschiedenis
Diverse schrijvers vermeldden het schrickelik tempeest uitgebreid in hun dagboek. De koopman Gerrit Jansz. Kooch schreef kort na de storm een rijmdicht in 139 coupletten over de storm met een beschrijving van de schade in vele plaatsen. De Engelse diplomaat Sir William Temple maakte de storm mee en schreef er een kort verslag over. Dit verslag is door de Engelse schrijver Daniel Defoe opgenomen in een boek waarin hij een andere storm beschrijft, de Decemberstorm 1703. In de stad Utrecht bleven de puinhopen van de Domkerk meer dan een eeuw liggen. In 1979 schreef Thea Beckman het jeugdboek Stad in de storm over Utrecht en de tornado. In 2018 bracht de Utrechtse band Bloodgod het nummer 't Schrickelik Tempeest uit, eveneens geïnspireerd door de verwoestende storm.